# Bromchlormethan
Bromchlormethan ist eine chemische Verbindung aus der Gruppe der aliphatischen und gesättigten Halogenkohlenwasserstoffe bzw. der Dihalogenmethane.

## Darstellung und Gewinnung
Bromchlormethan kann aus Dichlormethan durch eine Halogenaustauschreaktion mittels Brom und Aluminium oder mittels Bromwasserstoff in Gegenwart von Aluminiumchlorid hergestellt werden.
{\displaystyle \mathrm {6\,CH_{2}Cl_{2}+3\,Br_{2}+2\,Al\rightarrow 6\,CH_{2}BrCl+2\,AlCl_{3}} }
{\displaystyle \mathrm {CH_{2}Cl_{2}+HBr{\xrightarrow {AlCl_{3}}}\ CH_{2}BrCl+\ HCl} }

## Eigenschaften
Bromchlormethan ist lichtempfindlich und ab 400 °C zersetzt es sich, wobei z. B. Chlorwasserstoff und Bromwasserstoff entstehen.

## Verwendung
Bromchlormethan wurde als Kältemittel, in Feuerlöschern und als Lösungsmittel eingesetzt, aber wegen seines Ozonabbaupotentials von 0,120 wurde die Produktion auf dem Eleventh Meeting of the Parties for the Montreal Protocol on Substances that Deplete the Ozone Layer am 1. Januar 2002 verboten.

## Sicherheitshinweise
Bromchlormethan wirkt narkotisch und es liegen Anhaltspunkte für eine krebserzeugende Wirkung vor.